# شرکت مترو

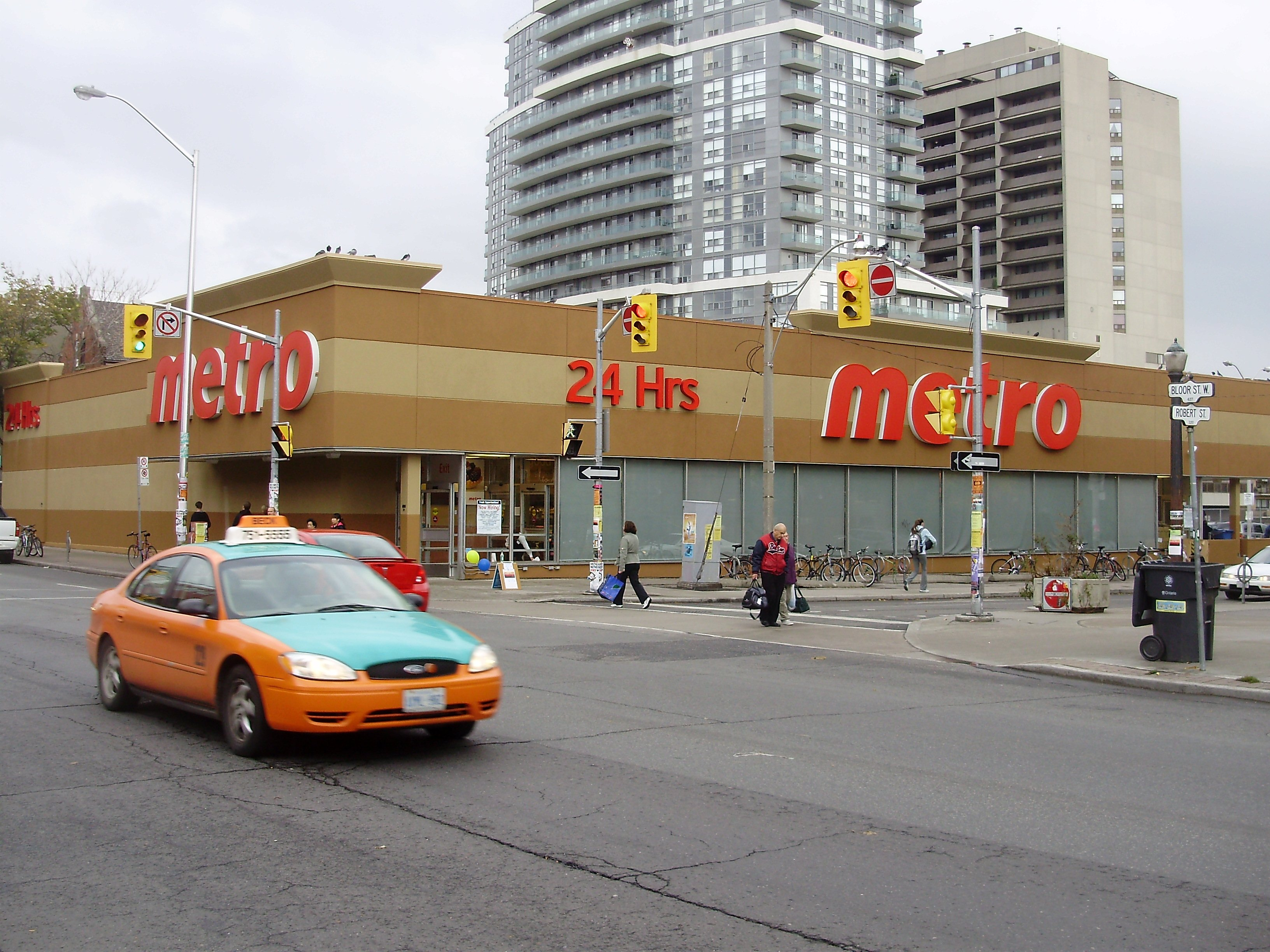
شعبه‌ای از سوپرمارکت‌های مترو در شهر تورنتو

شرکت مترو (به انگلیسی: Metro Inc.) شرکت فروشگاه‌های زنجیره‌ای خرده‌فروشی کانادایی است، که در زمینه مدیریت بر شبکه‌ای از داروخانه‌ها، سوپرمارکت‌ها، هایپرمارکت‌ها و فروشگاه‌های مواد غذایی فعالیت می‌نماید و پس از لابلو کمپانیز و کانیدین تایر به‌عنوان سومین شرکت بزرگ خرده‌فروشی کانادا محسوب می‌شود.
شرکت مترو در سال ۱۹۴۷ رونالد ژانو راه‌اندازی شد و در طول دوران فعالیتش، شرکت‌ها و فروشگاه‌های زیادی را خریداری و ادغام نمود و در حال حاضر مالک شبکه‌ای از ۵۷۳ فروشگاه مواد غذایی و ۲۵۶ داروخانه در کانادا می‌باشد. دفتر مرکزی این شرکت در شهر مونترآل، استان کبک قرار دارد و بخشی از سهام آن در بازار بورس تورنتو معامله می‌شود. این شرکت هیچگونه وابستگی یا ارتباطی با شرکت آلمانی مترو آگ ندارد.